# Хизроева, Патимат Хизриевна
Патимат Хизриевна Хизроева (20 марта 1925, с. Урма Левашинский район ДАССР РСФСР СССР — 10 июля 2005) — советская актриса театра и кино, исполнительница народных песен и общественный деятель. Народная артистка Дагестанской АССР (1955), Заслуженная артистка РСФСР (1960), Народная артистка РСФСР (1981).

## Актёрская карьера
Патимат Хизроева родилась 20 марта 1925 года в селе Урма Левашинского района Дагестанской АССР. Вместе с семьёй переехала в Буйнакск, где стала активно участвовать в художественной самодеятельности. 7 мая 1943 года стала актрисой Аварского драматического театра им. Г. Цадасы. В то время большинство актёров-мужчин были на фронтах Великой Отечественной войны, а театр давал концерты в госпиталях. Патимат много пела перед ранеными солдатами. В том же 1943 году она начала выступать в одноактных спектаклях, а затем ей стали давать и более крупные роли. Патимат Хизроева проработала в Аварском драматическом театре им. Г. Цадасы 62 года, сыграв более ста ролей. Активно снималась в кино.
В 1958—1962 годах была депутатом Верховного Совета Дагестанской АССР. Член КПСС с 1960 года.
«Театральная энциклопедия» называла Патимат Хизроеву «выдающаяся исполнительницей народных песен, непосредственной и темпераментной актрисой», а также умной и «талантливой исполнительницей различных ролей — комедийных, лирических, характерных и трагедийных».
Патимат Хизроева умерла 10 июля 2005 года.

## Награды и звания
- Народная артистка РСФСР (1981)
- Заслуженная артистка РСФСР (23 апреля 1960)[2]
- Народная артистка Дагестанской АССР (1955)[5]

## Работы в театре
- 1948 — «Честь» Ширванзаде — Сусан[5]
- 1949 — «Без вины виноватые» А. Н. Островского — Нина Павловна Коринкина[5]
- 1952 — «Коварство и любовь» Фридриха Шиллера — Луиза[5]
- 1952 — «Платон Кречет» А. Е. Корнейчука — Лида[5]
- 1955 — «Отелло» Шекспира — Дездемона[5]
- 1956 — «Вдохновенная певица» Залова — Анхил Марин[5][3]
- 1957 — «Женитьба Фигаро» Бомарше — Графиня[5]
- 1960 — «Горянка» Гамзатова — Вера Васильевна[5]
- 1963 — «Палата» Алёшина — Ксения Ивановна[5]
- 1964 — «Покаяние Хирача» Алиевой — Ханича[5]
- «Базалай» Г. Цадасы — Байзат[3]
- «Женитьба» Н. Гоголя — Агафья Тихоновна[3]
- «Горцы» Р. Фатуева — Айна[3]
- «Ханума» А. Цагарели — Ханума[3]
- «Старик» М.Горького — Захаровна[4]
- «Медея» Еврипида — Кормилица[4]
- «Камалил Башир» Абасил Магомеда — Марин[4]
- «Материнская слава» Р.Хубецовой — мать[4]

## Работы в кино
- 1970 — Канатоходец — мать Мурата
- 1975 — Горянка — Хадижат, мать Асият[4]
- 1982 — Тайна синих гор — эпизод
- 1986 — Баллада о старом оружии — Патимат[4]
- 1986 — Сказание о храбром Хочбаре — мать Хочбара[4]
- 1988 — Когда кони плачут — мать[4]
- 1988 — Очень скучная история — мать
- 1992 — Шамиль — рай под тенью сабель — мать Шамиля